# ホルムイェル・クヌートソン
ホルムイェル・クヌートソン（スウェーデン語: Holmger Knutsson、1210年代 - 1248年）は、スウェーデンの貴族で、エリク11世時代のスウェーデン王位請求者。

## 生涯
ホルムイェル・クヌートソンは、スウェーデン王クヌート2世の長子として生まれた。1234年にクヌート2世が死ぬと、ホルムイェルは跡を継ぐはずだったが、貴族勢力や1229年にスウェーデン王位を追われてデンマークへ亡命していたエリク11世の妨害を受けた。結局スウェーデン王位にはエリク11世が復し、その後のホルムゲールの記録はしばらく途絶えるが、おそらく13年の間ウップランドの北のイェストリークランドにいたと考えられている。
1247年、ホルムイェルはフォルクング家と組んで王位を狙った。エンシェーピングの北のウップランドで行われたスパルサートラの戦いでビルイェル・ヤール率いる国王軍とホルムイェルの反乱軍が激突した。エリクの年代記によれば、ホルムイェルは敗北しイェストリークラングへ逃げたが1248年に捕まり、直ちに裁判にかけられ斬首された。
死後、ホルムイェルを列聖する試みがかなり広範に行われたとされているが、この動きは次第に抑制されていった。後の時代の写本によれば、ウップランドのビョルクリンゲにホルムイェルに捧げる聖堂が立てられた。ホルムイェルは、ウプサラの近くのホーブのスコークロステル教会に彼の父クヌート2世と並んで埋葬されている。